# Ashley Crow
Ashley Crow es una actriz estadounidense, nacida el 25 de agosto de 1960 en Birminghanm, Alabama; es principalmente conocida por interpretar a Sandra Bennet en la serie de televisión Héroes.

## Vida y carrera
Ashley nació en Birminghanm, Alabama, en 1960; asistió a la Universidad de Alabama, pero cursó sus estudios en la Auburn University, donde fue miembro de la fraternidad Alpha Omicron Pi, de donde se graduó en 1982.
Crow debutó en televisión con un personaje menor en Guiding Light, en la década de los '80, más tarde, consiguió el papel de Beatrice McKechnie en As The World Turns. A continuación, coprotagonizó la serie de televisión Probe, al lado de Parker Stevenson. Desde entonces, apareció como invitada en series de televisión tales como: Dark Angel, Everybody Loves Raymond, Touched by an Angel, Party of Five, Nip/Tuck, y The Mentalist.
En 2006, Ashley obtuvo un papel recurrente en la serie de televisión Héroes, donde interpretó a Sandra Bennet, la madre adoptiva de Claire (Hayden Panettiere) y esposa de Noah Bennet (Jack Coleman), personaje que interpretó hasta 2010, año en que la serie fue cancelada. Después de esto, tuvo breves participaciones en In Plain Sight y Grey's Anatomy.
En 2011, Crow fue contratada para interpretar a Jane Blake, la abuela de Cassie Blake (Britt Robertson) en la serie de televisión The Secret Circle, de la cadena CW.
Entre su filmografía, se destacan las películas Minority Report, Little Big League, y The Good Son, entre otras.
En lo que respecta a su vida personal, Ashley tiene un hijo. Estuvo casada desde 1988 con el actor  Bill Shanks, quien su compañero en As The World Turns, y de quien se separó en 1993. Actualmente, Crow está casada con el actor Matthew John Armstrong, quien diera a vida a Ted Sprague y fuera su compañero en Héroes.

## Filmografía  destacada
| Año       | Título                  | Rol                   | Notas                           |
| --------- | ----------------------- | --------------------- | ------------------------------- |
| 1986-1987 | As the World Turns      | Beatrice McColl       | serie de televisión             |
| 1988      | Probe                   | Michelle Castle       | serie de televisión             |
| 1990      | Kojak: None So Blind    |                       | Película para televisión        |
| 1991      | A Woman Named Jackie    | Lee Bouvier Radziwill | miniserie de televisión         |
| 1991      | Law & Order             | Jenna Kealey          | serie de televisión 1 episodio  |
| 1993      | The Good Son            | Janice                |                                 |
| 1994      | Little Big League       | Janny Heywood         |                                 |
| 1996      | Champs                  | Linda McManus         | serie de televisión             |
| 1996      | Touched by an Angel     | Jocelyn               | serie de televisión 1 episodio  |
| 1996      | Early Edition           | Nikki Porter          | serie de televisión 1 episodio  |
| 1999      | Everybody Loves Raymond | Jennifer Whelan       | serie de televisión 1 episodio  |
| 2000      | Party of Five           | Beth Colt             | serie de televisión 2 episodios |
| 2001      | Dark Angel              | Trudy                 | serie de televisión 1 episodio  |
| 2002      | Minority Report         | Sarah Marks           |                                 |
| 2002      | Strong Medicine         | Christine Hedley      | serie de televisión 1 episodio  |
| 2003      | Dragnet                 | Alice Kerian          | serie de televisión 1 episodio  |
| 2004      | Nip/Tuck                | Juez                  | serie de televisión 1 episodio  |
| 2004      | American Dreams         | Hermana Mary Agnes    | serie de televisión 2 episodios |
| 2006-2010 | Heroes                  | Sandra Bennet         | Personaje recurrente            |
| 2009      | The Mentalist           | Jefe Elaine Brody     | serie de televisión 1 episodio  |
| 2010      | In Plain Sight          | Janine                | serie de televisión 1 episodio  |
| 2010      | Grey's Anatomy          | Linda Cotler          | serie de televisión 1 episodio  |
| 2011-2012 | The Secret Circle       | Jane Blake            | Elenco Principal                |
| 2013      | Little Paradise         | Laura                 |                                 |
| 2014      | Supernatural            | Mamá                  | 1 episodio                      |
| 2014      | Cake                    | Stephanie             |                                 |
| 2015      | Little Paradise         | Laura                 |                                 |
| 2015      | The Remains             | Claire                | Posproducción                   |